# بتان ۱ و بتان ۲
بتان ۱ و بتان ۲ (به انگلیسی: Bataan 1 and Bataan 2) یک هواپیمای ساختِ کارخانهٔ میتسوبیشی در کشور ژاپن است.